# Yorkshire Three Peaks

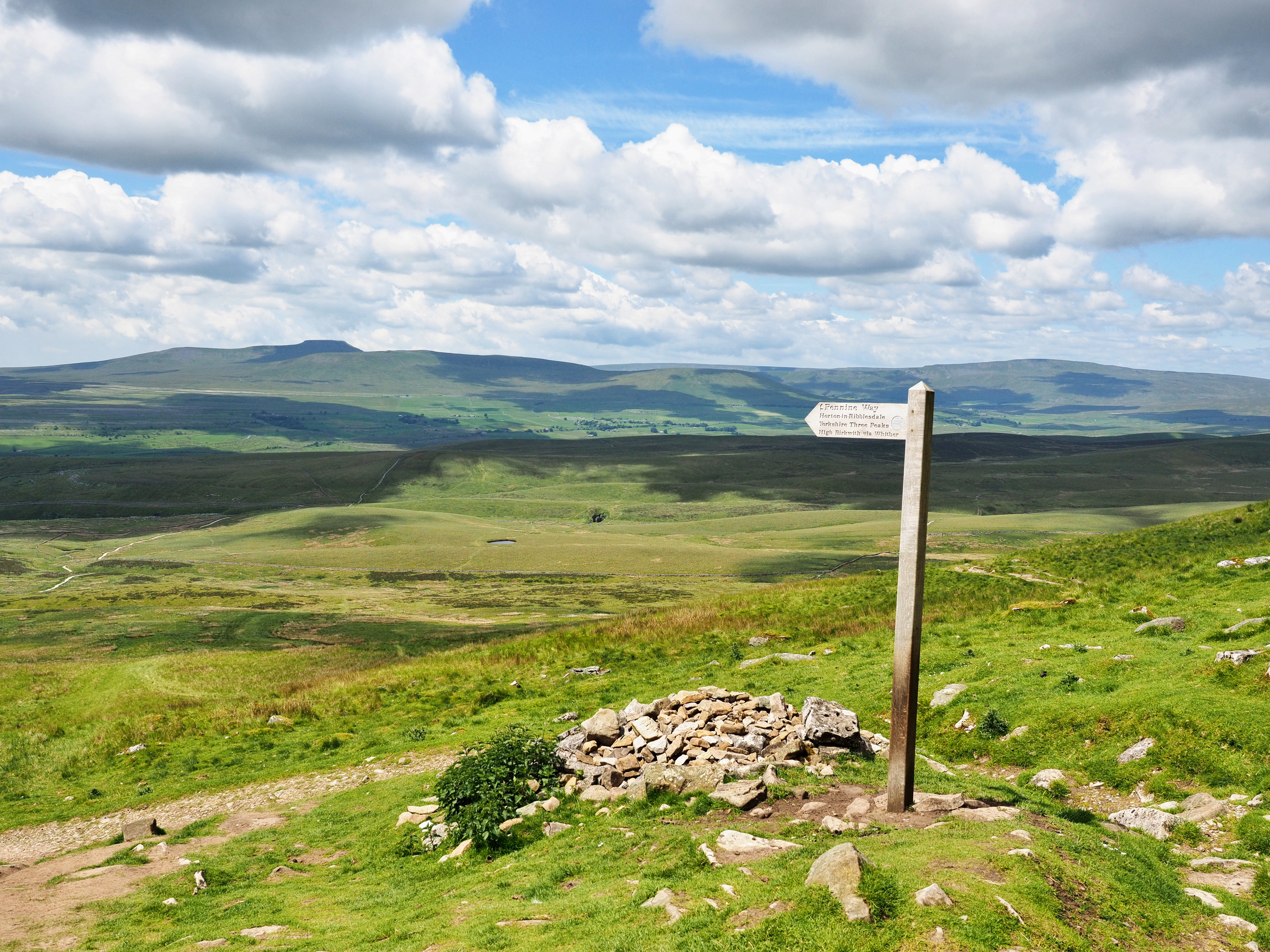
Blick von der Westseite des Pen-y-ghent auf die zwei anderen der Three Peaks: links der Ingleborough, rechts vom Wegweiser der Whernside

Als Yorkshire Three Peaks (dt. die „Drei Gipfel Yorkshires“) werden die drei Berge Whernside (736 m), Ingleborough (723 m) und Pen-y-ghent (694 m) zusammengefasst. Sie stehen um Ribblehead, das obere Ende des Ribblesdale in den Yorkshire Dales, Nordengland.
Während Whernside und Ingleborough tatsächlich die zwei höchsten Erhebungen in Yorkshire sind, ist Pen-y-ghent nur die achthöchste und vervollständigt lediglich als naheliegender auffallender Gipfel die Gruppe zum Trio. Höher als Pen-y-ghent sind in Yorkshire noch Great Shunner Fell (716 m), High Seat (709 m), Wild Boar Fell (708 m), Great Whernside (704 m) und Buckden Pike (702 m). 

## Besonderheiten
Das Gestein der Yorkshire Three Peaks besteht im Wesentlichen aus feinem und grobem Kalkstein, wobei diese Schichten abwechselnd auftreten, was den Bergflanken ein charakteristisch stufenartiges Aussehen gibt. Dieses „Tafelberg“-Erscheinungsbild ist insbesondere bei Ingleborough und Pen-y-ghent ausgeprägt. 
Im Gebiet der „Three Peaks“ befinden sich bekannte Höhlen, darunter Gaping Gill, die auch den Wasserfall mit der größten Fallhöhe in England bildet. Am Ingleborough liegt außerdem eine große eisenzeitliche Hügelfestung. 
Die Bahnstrecke Settle–Carlisle durchquert das Three-Peaks-Gebiet: Sie steigt von Süden das Ribblesdale hinauf erst am Pen-y-ghent und dann am Ingleborough vorbei, überquert dann in einem weiten Rechtsbogen das Quertal zwischen Ingleborough und Whernside auf dem Ribblehead-Viadukt und unterquert anschließend die Südostflanke des Whernside in dem 2,4 km langen Blea-Moor-Tunnel.
Der Three Peaks Walk ist ein etwa 40 km langer Rundwanderweg über alle drei Berge. Der Pennine Way, einer der populärsten Fernwanderwege Englands, führt über den Pen-y-ghent.

## Veranstaltungen
Seit 1954 wird jährlich im April der Berglauf Three Peak Race über ca. 37 km ausgetragen, der über die drei Gipfel führt.

## Bilder

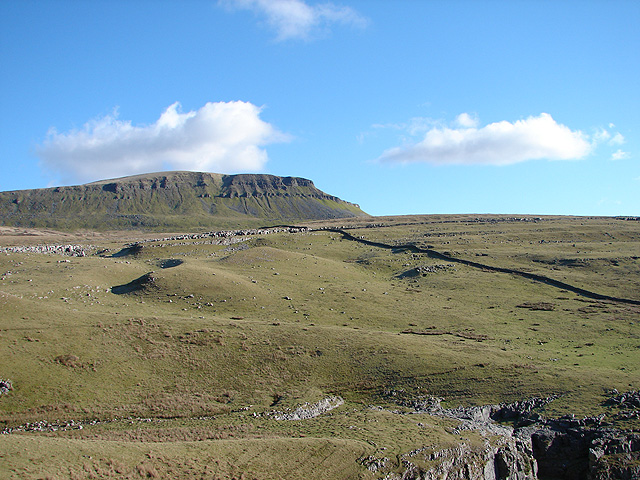
Pen-y-ghent
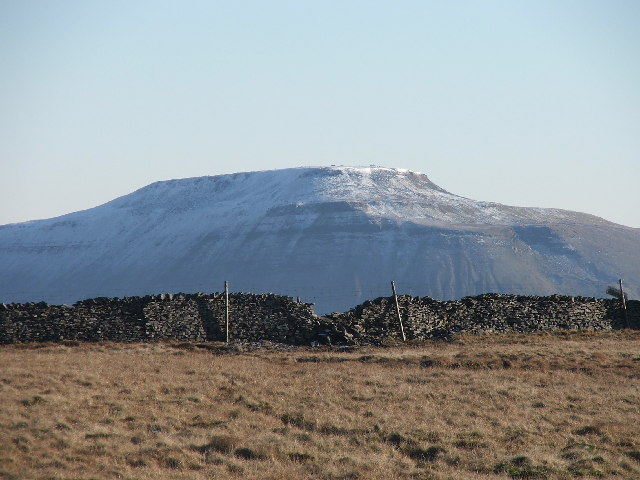
Ingleborough
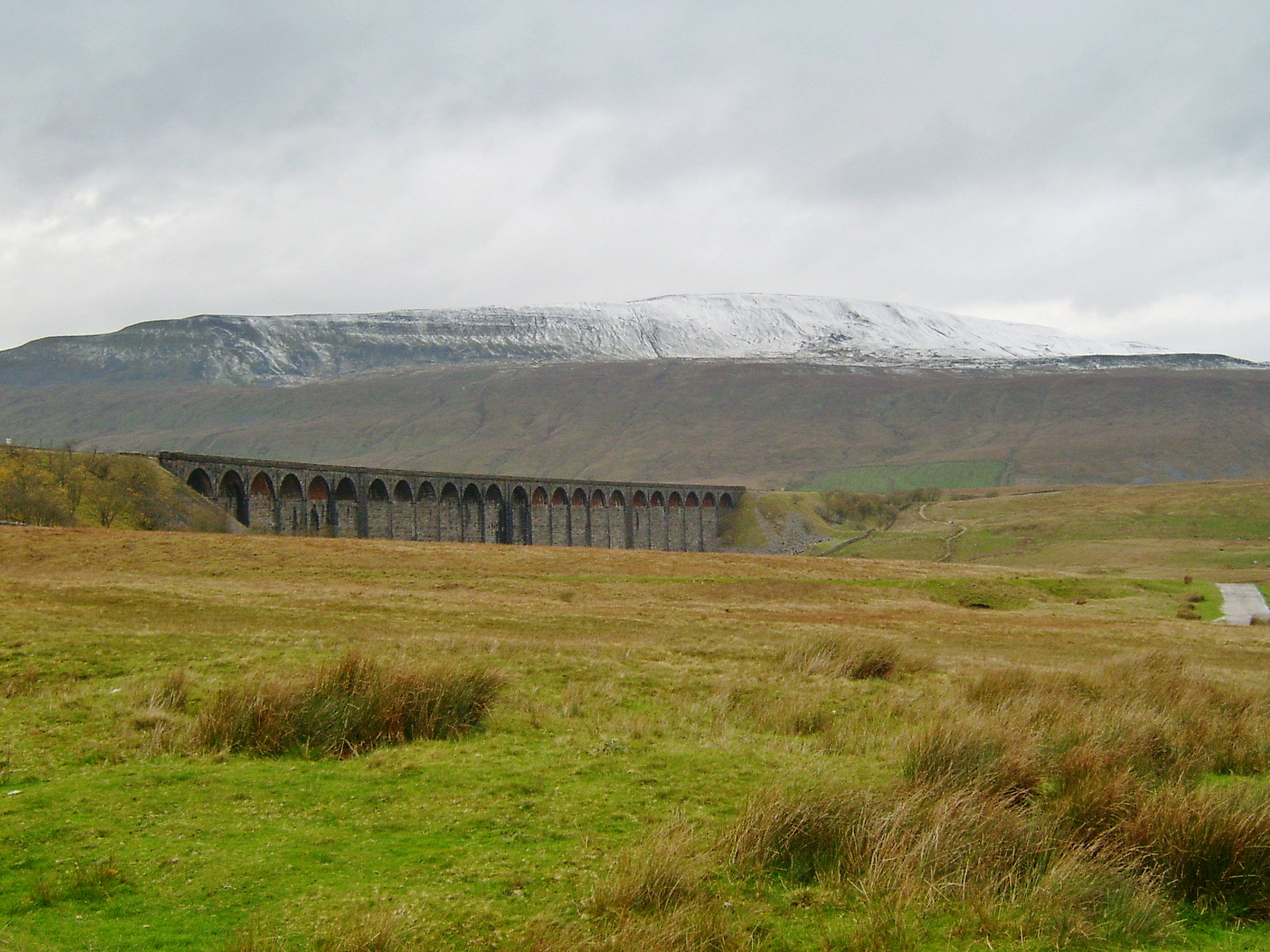
Whernside, davor der Ribblehead-Viadukt